# Captains Flat

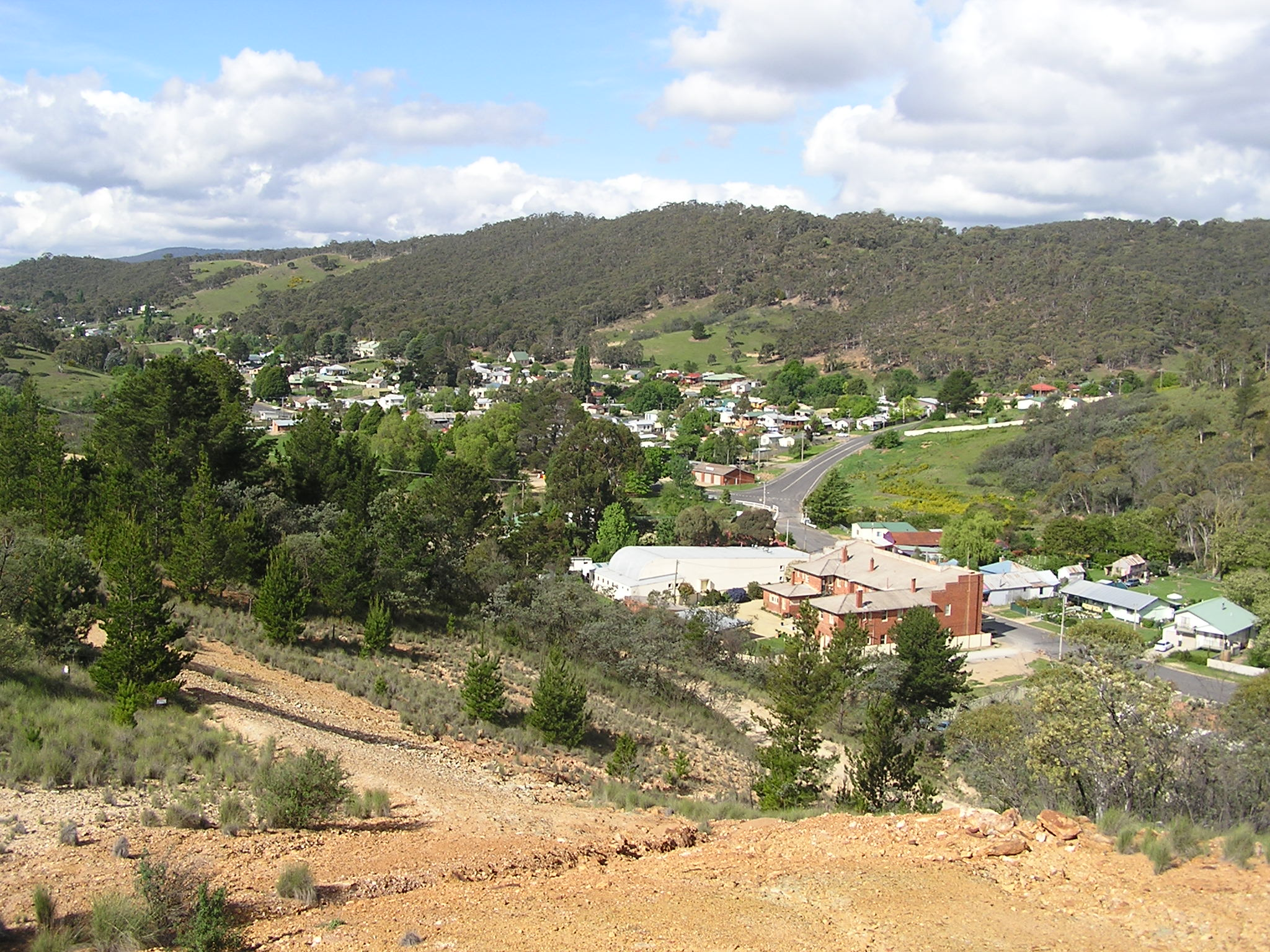

Captains Flat (35° 35′ S, 149° 27′ L), é uma cidade nas Southern Tablelands de Nova Gales do Sul, Austrália, no Palerang Shire a Sul de Queanbeyan.
Captains Flat possui uma população permanente de 400 habitantes.
A área foi originalmente habitada por aborígenes Ngarigu, antes da ocupação europeia. A cidade formaou-se como resultado de actividade de mineração de ouro, prata, chumbo, zinco, cobre e pirites, nos montes que rodeiam o Rio Molonglo.